# Accel World: Infinite Burst
Accel World: Infinite Burst (アクセル・ワールド INFINITE∞BURST?, Akuseru Wārudo Infinite Burst) è un film d'animazione fantascientifica giapponese del 2016 diretto da Masakazu Obara basata sulla serie di light novel Accel World di Reki Kawahara. Prodotto da Sunrise, ha debuttato nei cinema giapponesi il 23 luglio 2016.

## Trama
Il film inizia con un riassunto della serie, da quando venne introdotto il Neuro-Linker, arrivando a ripercorrere la storia di Haru, da quando gli venne dato il programma del Brain Burst, fino ad arrivare alla sconfitta di Dusk Taker.
Nella seconda metà del film, si parte con la scena di una giovane ginnasta, pronta ad esibirsi. Sfortunatamente, mentre corre per afferrare la cavallina ed effettuare gli esercizi, si rompe il trampolino e per lo slancio sta per battere la testa al pavimento.
Nel frattempo, nel Burst World, Sky Raker (Fuuko), insieme a Maiden, attaccano il territorio appartenente alla legione verde. Raker mostra nelle scene di lotta un paio di gambe (dove nella serie le gambe le aveva amputate all'altezza del ginocchio), con cui si destreggia abilmente, mentre Ardor Maiden (Utai Shinomiya), vestita con abiti cerimoniali, attacca dalla distanza con un arco e attacchi di tipo incendiario. In altri punti, vi sono Scarlet Rain e Blood Leopard (rispettivamente Niko e Mihaya) combattere contro elementi della legione verde; in altro luogo, troviamo Ash Roller in lotta contro Silver Crow e Black Lotus. In pochi attimi fa la sua apparizione Green Grandee, il Re verde. Prima ancora che possa iniziare uno scontro tra i capi legione, un misterioso vento provoca talmente tanti danni da disconnettere tutti i giocatori collegati sul Brain Burst.
Al telegiornale, viene annunciato che i collegamenti dei giochi in VR verranno sospesi fino a data da destinarsi. Il gruppo non è assolutamente d'accordo, così di comune accordo si ritrovano nella stessa stanza, e grazie ai Cable-Link, lanciano l'Unlimited Burst Link.
Oltre ai protagonisti citati, in squadra si unisce anche Aqua Current. Appena prima che possano agire, compare Green Grandee. Dice loro che l'oscurità che aleggia su Tokyo è prossima ad espandersi, ed è anche un nemico formidabile. Niko, seccata per quanto visto, richiama una versione avanzata del suo armamento armatura, chiamato Invincibile. Provando a fare fuoco contro l'oscura nube, si accorge di non poter fare molto. Grandee si unisce al gruppo, mentre Niko trasforma il suo armamento, tramutandolo da torre di combattimento a mezzo corazzato, e nel muoversi verso il centro della nube, Grandee applica il potere dello scudo a protezione del gruppo, seppur con grande difficoltà.
Arrivati al centro della nube giace una misteriosa astronave al di sopra di un edificio diroccato. Nel momento in cui viene visto, Haru si lancia avventatamente verso la nave, ma questa reagisce rilasciando due nuclei dal quale escono migliaia di creature oscure.
Il gruppo tenta di respingere l'armata di mostri con grande difficoltà, fino a quando non intervengono il Re Viola Purple Thorn, accompagnato da Aster Vine. In rapida successione compare anche il Re blu seguito dalle gemelle Manganese e Cobalto, e ultimi ad entrare in scena sono Yellow Radio (il Re Giallo) insieme a uno dei suoi sottoposti circensi. Niko, essendo tornata in forma da combattimento fissa, subisce massicci danni, ma grazie al Citron Call di Lime Bell (Chiyuri), la squadra al completo distrugge uno dei due nuclei.
Sky Raker attiva il Gale Thruster e prende con sé Maiden per attaccare il secondo nucleo e aprirsi un varco di accesso per la nave centrale, seguito da Haru che prende con sé Black Lotus. Entrando e proseguendo nei corridoi raggiungono quella che sembra la sala centrale, dove giace Nyx, che stringe tra le braccia un Burst Linker addormentato. Essa spiega che disattiverà il mondo digitale dei Burst Linker per non far soffrire più nessuno. Quindi Nyx si svela per la sua forma, prendendo possesso della nave, facendo uscire delle gambe che arrivano al suolo, e creando un busto con diverse braccia, e nel nucleo centrale vedere giacere al suo interno la misteriosa Linker. Solo un attacco congiunto di Haru e Kuroyukihime permetterà alla misteriosa Linker di liberarsi e avere nuovi amici su cui contare, mentre saluterà Nyx ringraziandola per la cura mostrata nei suoi confronti.